# Servovalve
Une servovalve est un distributeur hydraulique dont le mouvement d'ouverture et de fermeture est commandé la plupart du temps de façon électronique et peut atteindre une très grande précision.
La servovalve est asservie à un automate ou une commande directe via une carte électronique, ces deux systèmes permettent une commande analogique de la bobine activant la servovalve, un retour d'information sur le positionnement du tiroir du distributeur augmente la précision de la commande et l'autonomie du système de surveillance (dans le cas d'une commande par automate ou commande numérique). Par cette action, dans certains cas, il n'est plus nécessaire d'utiliser des régulateurs ou limiteurs de débit, car l'ouverture partielle d'une servovalve permet en même temps de gérer le débit passant dans ce dernier, et permet ainsi de faire varier la vitesse de façon très précise de l'effecteur ou composant hydraulique situé après la valve, tel un vérin ou un moteur,.